# Нели Фуртадо
Нели Ким Фуртадо (енгл. Nelly Kim Furtado; Викторија, 2. децембар 1978) је канадска певачица, текстописац и музички продуцент која такође има и португалско држављанство.
Фуртадо је постала позната 2000. године када је издала свој деби албум „Whoa, Nelly!“ на ком је била и њена песма „I'm like a bird“ за коју је добила Греми награду. 2003. године је издала албум „Folklore“, a 2006. године је издала албум „Loose“ и синглове: „Promiscuos“, „Maneater“, „Say it right“ и „All good things (Come to an end)“.

## Биографија
Нели Фуртадо је рођена у граду Викторија у Британској Колумбији. Њени родитељи су португалске избеглице Марија Мануела и Антонио Жозе Фуртадо. Након завршетка школовања у Маунт Даглас средњој школи, 1996. године се преселила у Торонто. Следеће године је основала групу Нелстар.
Октобра 2000. године је објавила деби албум „Whoa, Nelly!“ и синглове: „I'm like a bird“, „Turn off the light“, „...On the Radio (Remember the Days)“. Године 2002. је освојила Греми награду за најбоље женско поп извођење песме.
Њен други албум „Folklore“ је објављен у новембру 2003. На албуму се налази песма „Forca“ која је била званична химна Европског фудбалског првенства 2004. године. Синглови које је издала са тог албума су „Powerless (Say what you want)“ и „Try“. Овај албум није постигао исти успех као њен деби албум.
Трећи студијски албум Нели Фуртадо се зове „Loose“ и објављен је у јуну 2006. године. На овом албуму је сарађивала са познатим музичким продуцентом Тимбаландом. Сви синглови са овог албума су постигли велики успех у Америци и широм Европе.
У 2007. години Нели Фуртадо и Џастин Тимберлејк су сарађивали са Тимбаландом у песми „Give it to me“.

## Живот
20. септембра 2003. године, у Торонту, Нели је родила ћерку Невис чији је отац ди-џеј Џаспер Гахуниа.
У јулу 2007. је објављено да је Нели верена за кубанског тонца Демациа Кастелона који је са њом радио на албуму "Loose".

## Дискографија
- Whoa, Nelly! (2000)
- Folklore (2003)
- Loose (2006)
- Mi Plan (2009)
- The Spirit Indestructible (2012)
- The Ride (2017)
- 7 (2024)